# Авария на шахте «Профинтерн»
Погибли шесть выдающихся инженерно-технических работников железорудного Криворожья, подлинных энтузиастов новой техники, лучших ударников социалистического строительства

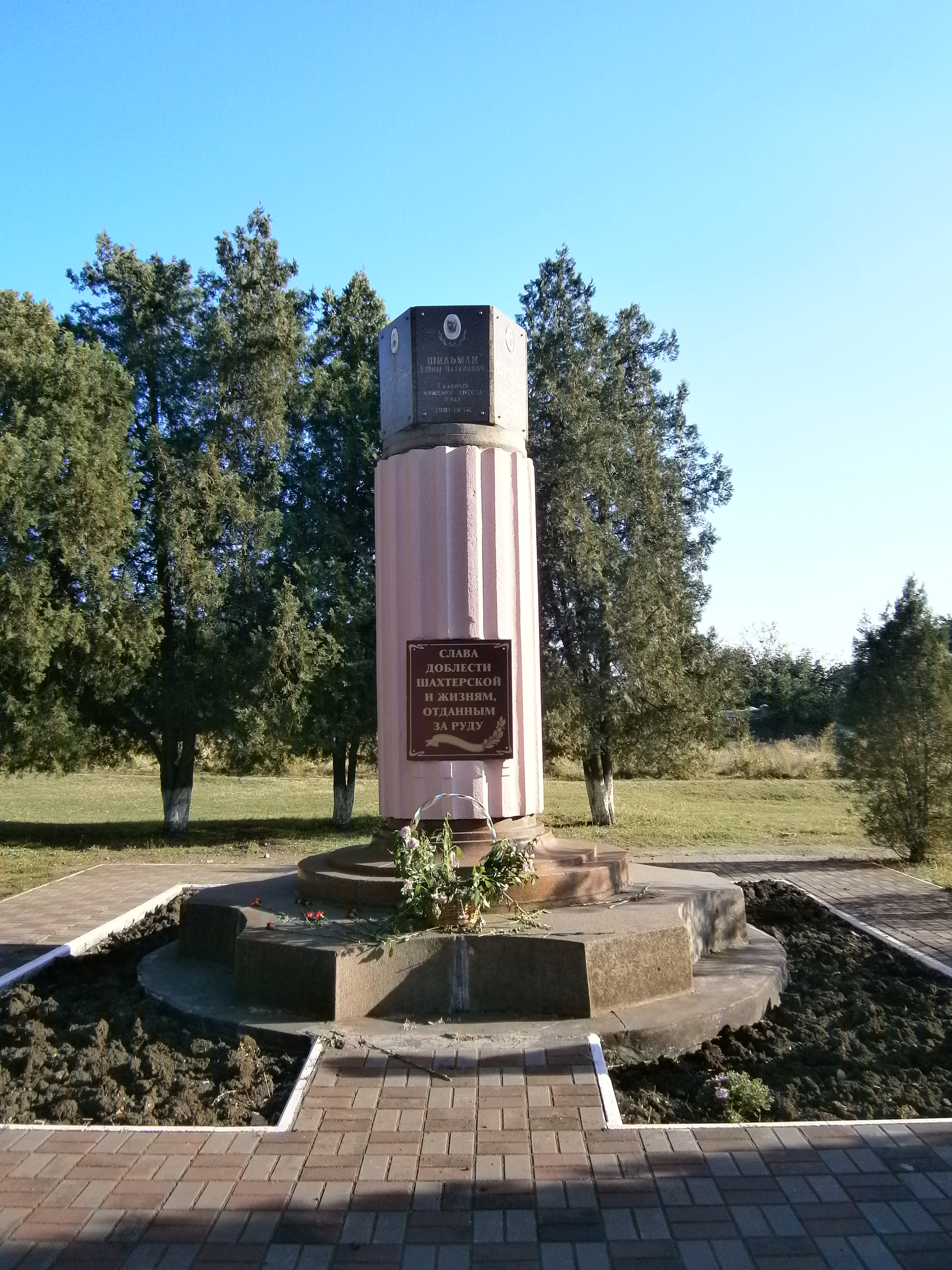
Памятник погибшим шахтёрам (Кривой Рог)

Авария на шахте «Профинтерн» — трагедия на шахте «Профинтерн» рудника имени Кагановича в городе Кривой Рог, произошедшая 1 мая 1934 года.

## История
В 1934 году главный инженер рудника имени Кагановича (ныне «Сухая Балка») Ефрем Мошиченко предложил новый метод выемки целиков, повышавший добычу и уменьшавший потери в недрах. Метод оказался удачным и стал повсеместно внедряться в Кривбассе.
1 мая 1934 года было назначено проведение экспериментальных взрывных работ на шахте «Профинтерн», при котором ожидалось гашение пустых камер с обвалом поверхности и образованием провальной воронки. Около 7 часов утра собралось до тысячи наблюдавших человек, включая руководство рудника и шахты. После произведённого через шурф взрыва ситуация не изменилась — поверхность стояла, обрушение не произошло. Не дождавшись развития ситуации шесть человек направилось к шурфу и в это время произошло обрушение поверхности, при котором погибли:
- Шильман Ефим Натанович (1901—1934) — главный инженер треста «Руда»;
- Мошиченко Ефрем Семёнович (1829—1934) — инженер-изобретатель, главный инженер рудника имени Кагановича;
- Деджувани Николай Константинович (1892—1934) — заведующий шахтой «Профинтерн»;
- Доровский Андрей Алексеевич (1897—1934) — заведующий участком шахты;
- Айдинян Габриель Христофорович (1895—1934) — заместитель главного инженера треста;
- Ляпшей Иван Фёдорович (1908—1934) — помощник заведующего шахтой.

Нарком тяжёлой промышленности Г. К. Орджоникидзе прислал телеграмму-соболезнование семьям погибших, правительство назначило им персональные пенсии.

## Память
- Памятник погибшим шахтёрам (Кривой Рог);
- История описана в романе Алексея Гуреева «Жизнь идёт».